# Silje Vige
Silje Vige (Jørpeland, 24 de mayo de 1976) es una cantante noruega, conocida por su participación en el Festival de la Canción de Eurovisión 1993.
Vige ganó el Melodi Grand Prix (preselección noruega para elegir el representante en el Festival de Eurovisión) con una balada étnica escrita por su padre. La victoria le permitió competir representando a Noruega en el Festival de Eurovisión de 1993. Su participación en el certamen con su canción "Alle mine tankar" ("Todos mis pensamientos") se saldó con una quinta posición de un total de 25 participantes.

## Discografía
- Alle mine tankar (Sencillo, 1993)
- Alle mine tankar (Álbum, 1994)